# Mycetophila difficilis
Mycetophila difficilis är en tvåvingeart som först beskrevs av Bukowski 1934.  Mycetophila difficilis ingår i släktet Mycetophila och familjen svampmyggor. Inga underarter finns listade i Catalogue of Life.